# 고립어 (비교언어학)
비교 언어학에서 고립된 언어(영어: language isolate) 또는 고립어(孤立語)는 달리 친연 관계를 가지는 언어가 없이 홀로 분포하는 언어를 가리키는 말이다. 친족 관계에 있던 언어들이 일찍이 사멸되면서 남은 언어가 고립어나 다름없게 되는 경우도 있는데 예니세이어족의 마지막 생존 언어인 케트어가 그 예이다. 이 밖에도 넓은 의미로 사어(死語)라도 다른 언어와의 친족 관계가 불분명하거나 증명되지 않았을 때는 고립어라 할 수 있는데, 수메르어·엘람어 등이 여기에 포함된다.
보통 어떠한 언어를 고립어로 보아야 할지 아니면 아주 작은 규모의 독자적 어족을 이룬다고 보아야 할지는 구분이 어려운데, 언어와 방언의 구분이 모호한 경우가 많기 때문이다. 또한 자료나 연구의 부족으로 명확하게 분류를 알 수 없는 미분류 언어와는 일치하지 않는 개념인데, 오늘날에는 주변 언어와의 비교를 통해 연관관계가 없음이 합의된 경우에만 고립된 언어로 확정짓기 때문이다.
같은 집단에 속하는 다른 언어들이 모두 사멸하여 혼자 남은 고아어(orphaned language)와는 다르다. 하지만 엄밀하게 보면 모든 언어는 조상 언어가 있고, 최초로 올라가면 하나의 인류 조어에서 갈라져나왔을 가능성이 높으므로, 현재는 고립어처럼 보이는 언어들도 사실 고아어이다.
문법적 특징에 따른 구분인 '고립어'(isolating language)와는 아무런 관련이 없다.

## 친족 관계
역사언어학에 따르면 현재 쓰이는 거의 모든 대규모 언어들은 공통된 몇몇 조어(祖語)에서 갈라져나왔으므로 그 조어에 따라 몇 개의 어족으로 나눌 수 있다. 예를 들어 영어는 다른 인도유럽어족의 언어들과 공통의 조어(인도유럽조어)로부터 갈라져 나왔으므로 친족 관계이며 중국어는 티베트어 등의 언어들과 함께 중국티베트어족으로 묶인다. 이 기준에 따르면 고립어는 저마다 홀로 한 어족을 구성하는 것으로 볼 수 있다.
고립어들에 대해서는 다른 언어들과의 계통을 규명하려는 시도가 끊이지 않기도 한다. 예를 들어 바스크어는 남카프카스어족 등 현존하는 어족들은 말할 것도 없이 수메르어 등 지금은 사멸한 어족들과의 관계에 대한 연구가 끊임없이 이루어졌는데 계통적 연관성을 증명할 납득할 만한 결과는 나온 바 없다.

## 지리적 고립과의 구별
고립어라는 개념은 그 언중이 지리적으로 고립되어 있는지의 여부와 반드시 일치하는 것은 아니다. 이스터섬의 라파누이어의 경우 지리적으로 고립되어 있지만 고립어가 아니며, 마다가스카르의 마다가스카르어도 동남아시아 지역의 몇몇 언어들과 친족 관계이다.
일본어는 분파된 언어로 류큐어가 있으며 이들은 고대부터 갈라져 상호의사소통성이 매우 낮아 서로 별개의 어파로 여겨진다. 이러한 경우 언어 계통이 일본열도에 한하여 고립되어 있음에도 충분한 다양성으로 인해 하나의 일본어족이 성립하는 것이다. 한국어의 경우 고립어로 볼 경우 화자 수가 가장 많으나, 내륙 한국어와 차이가 큰 제주어를 별개 언어로 보아 현대 한국어족이 성립한다고 보기도 한다.

## 고립어 목록

### 아시아
| 언어                     | 화자 수    | 비고 |
| ------------------------ | ---------- | --- |
| 아이누어(Ainu)           | 2          | 홋카이도와 사할린섬 등지의 토착민 아이누족이 사용하던 언어로, 현재 사멸이 임박해 있다. 학자에 따라서는 홋카이도 아이누어, 사할린 아이누어, 쿠릴 아이누어 등의 방언을 별개 언어로 보아 아이누어족이 성립한다고 보기도 한다. |
| 부루샤스키어(Burushaski) | 96,800     | 파키스탄 북부의 훈자 계곡에서 사용되는 고립어로 여러 어족들과의 친연관계가 제시된 바 있으나 증명된 것은 없다. |
| 엘람어(Elamite)          | 사멸       | 고대 페르시아 만의 엘람 왕국에서 엘람인들이 쓰던 언어. 드라비다어족과 함께 엘람드라비다어족을 구성한다는 가설도 있다. |
| 케트어(Ket)              | 20         | 과거 사용되던 언어까지 고려하면 예니세이어족에 속한다. |
| 한국어(Korean)           | 77,230,000 | 한국어를 고립어로 보는 시각도 존재하는데 이러할 경우에는 무려 7,500만 명 이상의 화자를 가지게 되어 다른 모든 고립어의 사용자 수를 합친 것보다 사용자가 많아진다. 다만 제주어 등 상호의사소통성이 낮은 방언을 독립된 언어로 간주하거나 고구려어, 백제어 등 사멸한 고대 한반도의 언어들을 고려할 경우 한국어족이라는 확장된 분류에 속할 수 있다. 과거부터 알타이 제어나 일본어 등과의 친연 관계가 추측되었으나 증명된 바는 없다. |
| 쿠순다어(Kusunda)        | 87         | 네팔의 간다키구에서 사용되는 부족 언어. 사멸한 것으로 여겨졌으나 2004년에 화자가 발견되었다. |
| 니할리어(Nihali)         | 2,000      | 인도 서부 탑티(Tapti) 강 유역의 원주민이 사용하는 언어로, 어휘는 문다어 계통의 코르쿠어(Korku)에서 차용된 것이 많으나 일부 독자적 어휘도 보인다. 스스로 언어를 일컫는 명칭은 Kalto이다. |
| 니브흐어(Nivkh)          | 200        | 니브흐족이 사용하는 고시베리아 제어의 일종으로 아무르강 유역과 사할린섬에서 쓰인다. |
| 수메르어(Sumerian)       | 사멸       | 고대 메소포타미아의 수메르 문명에서 사용되던 언어. 매우 오래 전에 사라졌음에도 문자로 기록되어 어휘, 문법 등의 전체상을 알 수 있는데, 이외에 연관된 언어가 발견된 바 없다. 기원전 1800년대쯤부터 사멸하기 시작했으나 기원후 100년 정도까지 고전어로 사용되는 경우가 있었다. |
| 유카기르어(Yukaghir)     | 100        | 최근에는 여러 방언들을 언어로 고려하여 소규모 어족인 유카기르어족이 성립한다고 여겨진다. 일부 학자들은 우랄어족과의 관련성을 추측한다. |

### 아프리카
현존하는 동, 남아프리카의 고립어들은 과거 코이산어족이라는 대분류로 묶이기도 했으나 오늘날에는 이들 간에 친연관계가 없다는 것이 정설이다.
| 언어              | 화자 수 | 비고 |
| ----------------- | ------- | --- |
| 방기메어(Bangime) | 3,500   | 말리 남부에 위치한 7개 마을의 부족이 사용하는 언어. 이들은 도곤인으로 분류되나 도곤어파의 언어를 사용하지 않으며, 방기메어는 다른 부족들이 알아듣지 못하게 하기 위한 변말(anti-language)로서 쓰인다. |
| 하자어(Hadza)     | 1,000   | 코이산 제어에 속하는 고립어. |
| 잘라어(Jalaa)     | 사멸    | 잘라베어(Jalaabe), 센투움어(Centuum)라고도 한다. 나이지리아 동북부의 곰베주의 한 마을에서 쓰였으나 2000년대에 들어 사멸하였다.                                                                       |
| 라알어(Laal)      | 750     | 차드의 샤리강 유역에 위치한 3개 마을에서 사용되는 언어. 주변의 다른 어족들로부터 영향을 많이 받아 분류에 관해서는 논쟁이 있다.                                                                       |
| 옹고타어(Ongota)  | 12      | 비랄레어(Birale)라고도 한다. 최근에는 아프리카아시아어족 쿠시어파의 언어로서 나일사하라어족 언어를 기층으로 하여 형성되었다는 주장이 지지받고 있다.                                                  |
| 산다웨어(Sandawe) | 60,000  | 코이산 제어에 속하는 고립어. 코에어족과의 관계를 주장하는 학자도 있다. |
| 샤보어(Shabo)     | 400     | 메케이르어(Mekeyir)라고도 한다. 나일사하라어족으로 속하는 것으로 때로 간주되나 보통 단순한 차용관계로 설명된다.                                                                                      |

### 유럽
오늘날에는 인도유럽어족과 일부 우랄어족의 언어 이외에는 바스크어만이 고립어로 존재한다. 고대에는 로마와 그리스 주변의 민족이 사용하던 비-인도유럽어인 라에트어(Rhaetic), 에트루리아어(Etruscan), 렘노스어(Lemnian) 등이 있었는데, 이들은 고대에 사멸하여 알려진 정보가 많지 않으나 티레니아어족이라는 하나의 어족에 속한다는 가설이 있다. 로망스어의 확산 이전 이베리아반도에서 사용되던 이베리아어(Iberian)에 대해서는 바스크어와의 관계성이 추측되기도 하나 역시 알려진 바가 많지 않아 미분류 언어로 남아 있다.
| 언어             | 화자 수 | 비고 |
| ---------------- | ------- | --- |
| 바스크어(Basque) | 751,500 | 프랑스와 스페인에 걸친 산악지대인 바스크 지역에서 쓰이며 현존하는 언어와의 친족 관계는 규명된 바 없다. 자기이름은 에우스카라(Euskara)이다. 기원전 1세기경 쓰였던 아퀴타니아어(Aquitanian)가 바스크어의 직접 조상으로 여겨진다. 일부 언어학자들은 특히 능동격 언어라는 공통점 때문에 캅카스 제어 중 몇몇과 관계가 있다고 주장하나, 이는 피상적인 유사점으로 보인다. 베르베르어파, 고대 이베리아어 등과의 관계를 주장한 이들도 있다. |

### 오세아니아
뉴기니를 중심으로 분포하는 소위 파푸아 제어들 중 고립어로 보이는 소수 언어만 수십 여 개 존재하며, 현재도 파푸아 지역의 언어 분류에 관해서는 확실히 결론지어진 것이 많지 않다. 또한 뉴기니섬과 가까운 오스트레일리아 북부에도 파마늉아어족에 속하지 않는 여러 소수 어족이나 고립어들이 존재한다.
| 언어                      | 화자 수 | 비고                                                                                             |
| ------------------------- | ------- | ------------------------------------------------------------------------------------------------ |
| 아비노믄어(Abinomn)       | 300     | 뉴기니섬 북부에서 사용.                                                                          |
| 아늠어(Anêm)              | 800     | 뉴브리튼섬 북서부 해안에서 사용.                                                                 |
| 아타어(Ata)               | 2,000   | 뉴브리튼섬 중부 고지에서 사용.                                                                   |
| 김비유어(Giimbiyu)        | 사멸    | 오스트레일리아 아넘랜드 북부에서 1980년대까지 사용. 소규모 어족으로도 여겨진다.                  |
| 콜어(Kol)                 | 4,000   | 뉴브리튼섬 북동부에서 사용. 동파푸아어족에 속한다는 가설이 있다.                                 |
| 쿵아라카니어(Kungarakany) | 사멸    | 오스트레일리아 북부. 1989년 사멸.                                                                |
| 쿠옷어(Kuot)              | 2,400   | 뉴아일랜드섬의 유일한 비(非)-오스트로네시아 언어.                                                |
| 말락말락어(Malak-Malak)   | 10      | 오스트레일리아 북부.                                                                             |
| 무린파타어(Murrinh-patha) | 1,973   | 오스트레일리아 노던 준주 북부 해안.                                                              |
| 응안기어(Ngan'gi)         | 26      | 오스트레일리아 노던 준주 북부.                                                                   |
| 술카어(Sulka)             | 2,500   | 뉴브리튼섬 동부에서 사용되는 원주민 언어. 기록이 많지 않다. 동파푸아어족에 속한다는 가설이 있다. |
| 타얍어(Tayap)             | 50      | 뉴기니섬의 한 마을 Gapun에서 쓰인다.                                                             |
| 티위어(Tiwi)              | 2,040   | 티모르해에 위치한 티위섬의 원주민 언어.                                                          |
| 와기만어(Wagiman)         | 11      | 오스트레일리아 노던 준주 북부.                                                                   |
| 와르다만어(Wardaman)      | 50      | 오스트레일리아 노던 준주 북부.                                                                   |

### 북아메리카
| 언어                        | 화자 수 | 비고 |
| --------------------------- | ------- | --- |
| 알세아어(Alsea)             | 사멸    | 오레건주 중부 해안. 기록이 많지 않다. 1942년 사멸.                                                                                   |
| 아타카파어(Atakapa)         | 사멸    | 텍사스주와 루이지애나주에 걸친 해안 지대에서 쓰였다. 1900년대 초 사멸.                                                               |
| 치마리코어(Chimariko)       | 사멸    | 캘리포니아주 북부. 1950년대 사멸. 호칸어족(Hokan)에 속한다는 가설이 있다.                                                            |
| 치티마차어(Chitimacha)      | 사멸    | 루이지애나주 남동부 해안. 기록이 상세히 남아 있다. 1940년 사멸.                                                                      |
| 코아우일테코어(Coahuilteco) | 사멸    | 미국 텍사스주와 멕시코 코아우일라주에 걸쳐 사용. 18세기 사멸 추정. 파카와어족(Pakawan)에 속한다는 가설이 있다.                       |
| 쿠이틀라텍어(Cuitlatec)     | 사멸    | 멕시코 게레로주 북부. 1960년대 사멸.                                                                                                 |
| 에셀렌어(Esselen)           | 사멸    | 캘리포니아 빅서 일대. 기록이 많지 않다. 19세기 사멸.                                                                                 |
| 하이다어(Haida)             | 24      | 캐나다 브리티시컬럼비아주 하이다과이 제도의 원주민 하이다족이 사용하는 언어로 현재 소멸위기이다.                                     |
| 우아베어(Huave)             | 20,000  | 멕시코 오아하카 주 동남부의 테우안테펙 지협에서 사용된다.                                                                            |
| 카루크어(Karuk)             | 12      | 캘리포니아 북서부 클래머스강(Klamath).                                                                                               |
| 케레스어(Keres)             | 13,190  | 미국 뉴멕시코주의 여러 푸에블로 원주민 부족이 사용하는 고립어.                                                                       |
| 쿠테나이어(Kutenai)         | 345     | 로키산맥의 미국-캐나다 국경지역의 쿠테나이족이 사용.                                                                                 |
| 나체즈어(Natchez)           | 사멸    | 미시시피주 남부와 루이지애나주 동부의 나체즈족이 사용. 1957년 사멸.                                                                  |
| 푸레페차어(Purépecha)       | 124,494 | 멕시코 미초아칸주 북부에서 사용되며, 과거 타라스칸 부족들의 언어의 후예.                                                             |
| 살리난어(Salinan)           | 사멸    | 캘리포니아 중부 해안. 1958년 사멸.                                                                                                   |
| 세리어(Seri)                | 900     | 멕시코 소노라 주의 해안가에 위치한 2개의 마을에서 쓰이는 고립어. 호칸어족에 속한다는 가설이 있다.                                    |
| 사유슬로어(Siuslaw)         | 사멸    | 오레건 주 남서부 해안. 1960년 사멸.                                                                                                  |
| 타켈마어(Takelma)           | 사멸    | 오레건 주 서부. 1934년 사멸. |
| 티무콰어(Timucua)           | 사멸    | 플로리다주 북부와 조지아주 남부에서 18세기 후반까지 사용되었다. 상세한 기록이 남아있다. 타와사어(Tawasa)와 연관되었을 가능성이 있다. |
| 톤카와어(Tonkawa)           | 사멸    | 텍사스주 등지. 1940년대 사멸. |
| 투니카어(Tunica)            | 사멸    | 루이지애나주 등지. 1948년 사멸. |
| 와쇼어(Washo)               | 20      | 캘리포니아주와 네바다주에 걸친 트러키강(Truckee). 호칸어족에 속한다는 가설이 있다.                                                   |
| 야나어(Yana)                | 사멸    | 캘리포니아주 북부. 상세한 기록이 남아있다. 호칸어족에 속한다는 가설이 있다.                                                          |
| 유치어(Yuchi)               | 4       | 오클라호마주, 과거에는 테네시주 동부에서도 쓰였다.                                                                                   |
| 주니어(Zuni)                | 9,620   | 미국 뉴멕시코주의 푸에블로 원주민인 주니족의 언어.                                                                                   |

### 남아메리카
| 언어                  | 화자 수 | 비고 |
| --------------------- | ------- | --- |
| 아이카나어(Aikanã)    | 200     | 브라질 혼도니아주 동부. |
| 안도케어(Andoque)     | 370     | 콜롬비아의 자푸라강 상류. |
| 베토이어(Betoi)       | 사멸    | 콜롬비아와의 국경에 가까운 베네수엘라의 아푸레강 유역 지대. 19세기에 사멸.                                                                                |
| 칸도시어(Candoshi)    | 1,100   | 페루 로레토주 남서부. |
| 카니차나어(Canichana) | 사멸    | 볼리비아 베니주의 모호스 평원(Moxos)에서 2000년경까지 사용.                                                                                               |
| 카유바바어(Cayuvava)  | 4       | 볼리비아 베니주 마모레강(Mamore)의 아마존 우림 지대. |
| 치마네어(Chimane)     | 5,300   | 볼리비아 베니주 베니강(Beni) 유역에서 사용. |
| 치키타노(Chiquitano)  | 5,900   | 볼리비아 산타크루스주와 브라질 마투그로수주 간 국경지대에서 치키타노족이 사용.                                                                            |
| 코판어(Cofán)         | 2,400   | 콜롬비아와 에콰도르의 국경지대에서 코판족이 사용. |
| 풀니오어(Fulniô)      | 1,000   | 브라질 페르남부쿠주 등지. 확대 제어족에 분류하는 경우도 있다.                                                                                             |
| 과토어(Guató)         | 6       | 볼리비아와의 국경에 가까운 브라질 마투그로수주 남단. 확대 제어족에 분류하는 경우도 있다.                                                                  |
| 이토나마어(Itonama)   | 5       | 볼리비아 베니주 동단. |
| 캄사어(Camsá)         | 4,000   | 콜롬비아 푸토마요주 시분도이(Sibundoy)의 카멘차족이 사용. 카멘차어(Kamëntsá)라고도 한다.                                                                  |
| 카노에어(Kanoê)       | 5       | 브라질 혼도니아주 남동부. 카피샤나어(Kapishana)라고도 한다.                                                                                               |
| 쿤자어(Kunza)         | 사멸    | 칠레 아타카마 소금 평원 인근에서 쓰였다. 1950년대 사멸.                                                                                                   |
| 콰자어(Kwaza)         | 54      | 브라질 혼도니아주 동부. |
| 레코어(Leco)          | 20      | 볼리비아 라파스주. 티티카카 호수 동쪽, 안데스산맥 기슭의 레코족이 사용한다.                                                                               |
| 마푸체어(Mapuche)     | 260,000 | 칠레 중부와 아르헨티나 중부에 걸친 지역에 분포하는 마푸체족의 언어. 윌리체어(Huilliche)를 별개 언어로 보고 아라우칸어족(Araucanian)으로 묶는 경우도 있다. |
| 무니치어(Munichi)     | 사멸    | 페루 로레토주에서 1990년대까지 쓰였다. 아라와크어족과 연관되었을 가능성이 있다.                                                                           |
| 모비마어(Movima)      | 1,400   | 볼리비아 베니주 북부의 모호스 평원. |
| 오티어(Oti)           | 사멸    | 브라질 상파울루주. 1900년대 초 사멸. 확대 제어족에 속한다는 가설이 있다.                                                                                  |
| 파에스어(Páez)        | 60,000  | 콜롬비아 카우카주 북부에서 사용된다. |
| 푸엘체어(Puelche)     | 사멸    | 아르헨티나 팜파스 지역의 푸엘체족이 사용했었다. 1934년 사멸.                                                                                              |
| 테키라카어(Tequiraca) | 사멸    | 페루 로레토주에서 1950년대까지 쓰였다. 아위시리어(Auishiri)라고도 한다.                                                                                   |
| 트루마이어(Trumai)    | 50      | 현재 브라질 싱구강 상류에서 사용. |
| 우라리나어(Urarina)   | 3,000   | 페루 로레토주. |
| 피라항어(Pirahã)      | 380     | 아마존 원주민인 피라항족이 사용하는 언어. 다만 과거 사멸한 친연 언어들이 있어 본래 무라어족(Mura)에 속한다.                                               |
| 와오라니어(Waorani)   | 2,000   | 나포강과 쿠라라이강 사이에서 사용된다. 다만 다른 지역의 미접촉 부족들도 사용할 가능성이 있다.                                                             |
| 와라오어(Warao)       | 28,000  | 오리노코강의 삼각주 부근에서 쓰이는 언어. |
| 야간어(Yaghan)        | 사멸    | 티에라델푸에고섬 남부의 원주민 야간족이 쓰던 언어. 2022년 사멸.                                                                                           |
| 야루로어(Yaruro)      | 7,900   | 베네수엘라 오리노코강 유역 등에서 사용. 사멸한 에스메랄다어(Esmeralda)와 연관되었을 가능성이 있다.                                                        |
| 유라카레어(Yuracaré)  | 2,700   | 볼리비아 코차밤바주의 안데스산맥 기슭에서 사용. |

## 수화
몇몇 수화들은 다른 수화들과 관계없이 독립적으로 만들어졌다. 대표적으로 니카라과 수화가 있다.

## 같이 보기
- 미분류 언어
- 어족
- 고립어 (언어유형론)